# 10425 Landfermann
10425 Landfermann este un asteroid din centura principală, descoperit pe 20 ianuarie 1999, de ODAS.